# أنجلية (بوئين)
أنجلیة (بالفارسية: انجیله) هي قرية تقع في إيران في قسم بوئین الريفي. يقدر عدد سكانها بـ 144 نسمة بحسب إحصاء 2016.